# 複消色差透鏡

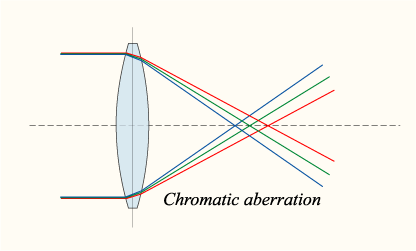
單一透鏡的色差使得不同顏色的光有著不同的焦距。

複消色差透鏡是比一般的消色差透鏡有著更好的顏色矯正能力的鏡頭或其他的透鏡。色差是不同顏色的光線穿過透鏡之後匯聚在不同焦距上的現象。在攝影學上，它導致影像整體的色調變得柔軟，顏色邊緣對比的反差降低，像是黑白色之間的邊緣。天文學家面臨著相似的問題，特別是在望遠鏡上，透鏡的問題更甚於面鏡。消色差透鏡可以將兩種不同顏色（通常是紅色和藍色）的光聚焦在相同的平面上；複消色差透鏡的設計能將三種不同顏色（通常是紅、綠、藍三色）的光匯聚在相同的平面。殘餘的顏色偏差（二階光譜）可以比等效口徑和焦距的消色差透鏡低一個數量級。複消色差透鏡可以修正兩個波長的球面像差，也比消色差透鏡多了一個波長。

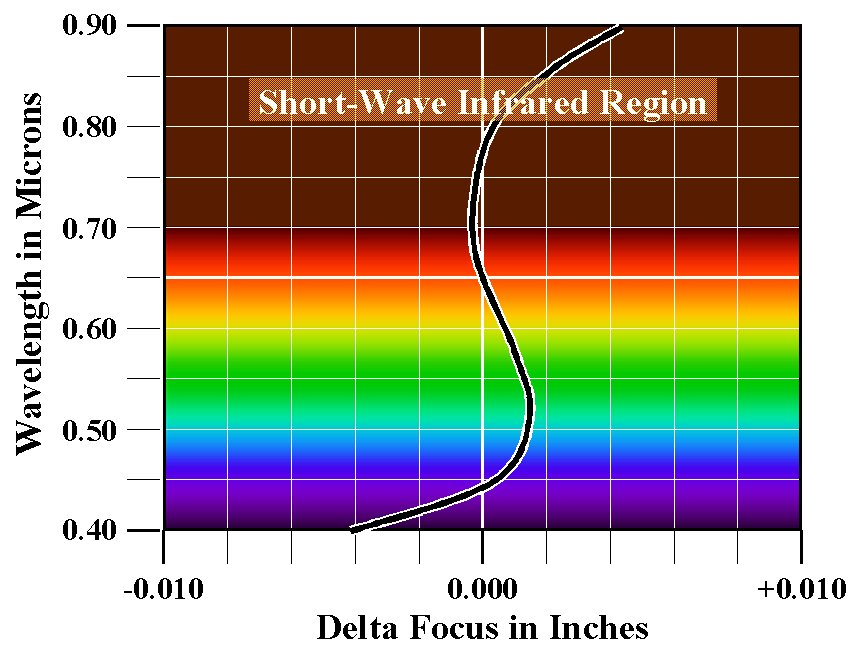
複消色差透鏡將三個波長的顏色匯聚在同一個焦平面上。（因為這個透鏡是為天文學設計的，所以有一個波長不在可見光的範圍內。）

天文學的數位影像使用更寬廣的波段觀測目標，在光學上非常敏銳的CCD陣列接收的波長從紫外線經過可見光一直到紅外線，因此必須要使用複消色差透鏡。天文攝影使用的複消色差透鏡，口徑從60-150 mm，焦比從f/5 到f/7。在曝光期間進行適當的導引和聚焦，這些複消色差透鏡可以在給定的口徑下得到最明銳和寬廣的天文攝影光學。
用於形象藝術過程（拷貝）的照相機依般都使用複消色差透鏡以取得最明銳的成像。傳統設計的複消色差透鏡一般的最大孔徑被限制在f/9，近來，高速的複消色差透鏡已經可以使用在一般的媒體上，包括數位和35 mm的照相機。
複消色差透鏡的設計需要使用特殊的光學玻璃，以達到矯正三種波長色散特性的目的。經常使用的是昂貴的螢石冕牌玻璃和不常見成分的燧石玻璃，並且在玻璃元素間的空隙填充相同透明度的液體，以平衡光學上異常的色散。溫度對玻璃和液體的折射系數、色散的影響也在設計時的考量之內，必須在合理的溫度範圍之內，只需要稍微的調整焦點就能獲得良好的光學品質。